# Garrulax maesi
Garrulax maesi là một loài chim trong họ Leiothrichidae.
Loài chim này được tìm thấy ở miền nam Trung Quốc, viễn bắc Lào và Việt Nam. Môi trường sống tự nhiên của chúng là rừng đất thấp ẩm nhiệt đới hoặc cận nhiệt đới và rừng trên núi ẩm nhiệt đới hoặc cận nhiệt đới.